# Chlorophorus javanus
Chlorophorus javanus là một loài bọ cánh cứng trong họ Cerambycidae.